# Zoete aardappel
De zoete aardappel of bataat (Ipomoea batatas) is een plant uit de windefamilie (Convolvulaceae). De zoete aardappel heeft een inulinehoudende knol, een verdikking van de wortels. Hij staat op de zevende plaats op de lijst van belangrijkste voedselgewassen in de wereld, en op de vijfde plaats in ontwikkelingslanden, na rijst, tarwe, maïs en cassave.
De zoete aardappel wordt onder meer gebruikt in de Surinaamse keuken. In Polynesië heet hij kumara. In de Verenigde Staten staat hij traditioneel als yam op het menu voor Thanksgiving Day. De knollen worden geschild en gekookt en meestal met kruiden geserveerd als bijgerecht. In Canada zijn frites van zoete aardappel populair, de  zogenaamde sweet potato fries.
De zoete aardappel bevat in tegenstelling tot de aardappel (die zetmeel bevat) inuline. Inuline verteert langzamer dan zetmeel en is daarom beter voor diabetespatiënten. De plant is eveneens rijk aan anthocyanines (behorende tot de gezonde flavonoïden) vooral in de wortel, daarvan zijn cyanidine en peonidine de belangrijkste. Ze komen vooral in de schil voor. Daarnaast bevat de zoete aardappel echter ook de suiker raffinose, die winderigheid veroorzaakt doordat deze suiker niet verteerd wordt in het voorste gedeelte van het spijsverteringsorgaan, maar pas in de dikke darm. Hierbij ontstaan de gassen waterstofgas en koolstofdioxide. Het gehalte aan raffinose verschilt van ras tot ras.
Ook vermindert de zoete aardappel de werking van trypsine (TIA) afhankelijk van het ras van 20 tot 90%. Verhitting bij 90 °C heft de werking op. Er bestaan roze en witte varianten van de zoete aardappel. De roze variant bevat meer β-caroteen dan de witte variant. De beide varianten van de zoete aardappel zijn op veel plaatsen verkrijgbaar.

## Teelt van zoete aardappelen
De zoete aardappel is van oorsprong een (sub)tropisch gewas. Met aangepaste kweekmethoden is het mogelijk de knol in Nederland in de volle grond te kweken. Ook is hij in veel moestuintjes te vinden. In 2019 werd er naar schatting van 275 hectare 11.000 ton geoogst voor de markt. De zoete aardappel is gevoelig voor beschadigingen en kan niet volledig machinaal worden gerooid. Ook het opkweken en planten van de scheutjes is arbeidsintensief. Een knol levert ongeveer 20 tot 30 scheutjes die van de knol worden afgebroken zodra ze groot genoeg zijn.

## Verspreiding van de zoete aardappel

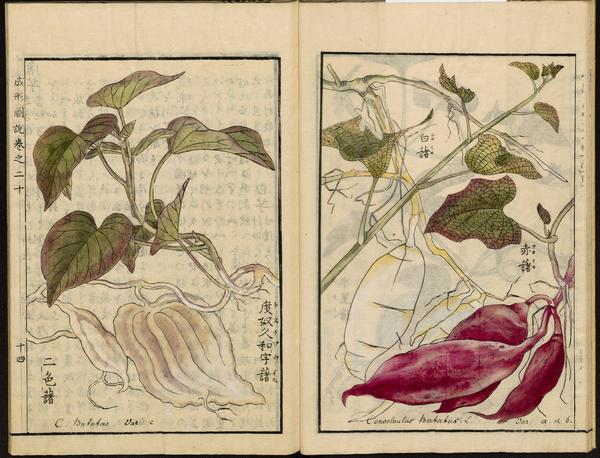
Ipomoea batatas uit de Japanse Seikei Zusetsu landbouw-encyclopedie

Voor 1500 na Chr. was het belangrijkste verspreidingsgebied van de zoete aardappel gelegen in Zuid-Amerika. Vanaf de 16e eeuw wordt de plant door de Spanjaarden overgebracht naar China, Japan, de Filipijnen en de Indonesische archipel, waar hij spoedig een belangrijk voedingsmiddel werd.
Ook wordt de zoete aardappel veel verbouwd in Polynesië, Melanesië en Nieuw-Guinea, alsook bij de Maori op Nieuw-Zeeland. Sommige antropologen namen aan dat deze volkeren het gewas vanaf de 16e eeuw hadden leren kennen van Europese zeevaarders. Veel wijst er echter op dat de plant in dit gebied al eeuwen eerder werd verbouwd, mogelijk vanaf circa 800 na Chr.
De meest "economische" verklaring is dat Polynesiërs vanaf Paaseiland, de Markiezen-eilanden of de Tuamotueilanden al een kleine duizend jaar voor Columbus de oversteek naar de kust van Zuid-Amerika hebben gemaakt en zorg gedragen hebben voor de verspreiding van dit gewas over het gebied van de Stille Oceaan. Deze theorie is echter omstreden.
Volgens onderzoek van Thor Heyerdahl zou de migratie juist andersom zijn geweest. Van Zuid-Amerika (mogelijk via de Galapagoseilanden) naar Paaseiland en Polynesië. Recent DNA-onderzoek lijkt dit te bevestigen (zie het Wikipedia-artikel over Thor Heyerdahl). Gezien de stromingen in de centrale Stille Oceaan (die voornamelijk westelijk zijn gericht, o.a. El Niño) lijkt dit een logischer verklaring.
... · 
I. alba (Maanbloem) · 
I. aquatica (Waterspinazie) · 
I. batatas (Zoete aardappel) · 
I. cairica (Kairowinde) · 
I. indica · 
I. lobata (Spaanse vlag) · 
I. pes-caprae (Geitenhoefwinde) · 
I. quamoclit (Kardinaalswinde) · 
...